# Vojtěch Rosický
Vojtěch Rosický (30. října 1880 Praha – 9. února 1942 Mauthausen) byl český mineralog a petrograf. Působil jako profesor na Přírodovědecké fakultě Masarykovy univerzity. V letech 1922 až 1923 zde zastával post děkana a v letech 1925 do 1926 byl rektorem Masarykovy univerzity. Pro zapojení do protinacistického odboje byl zatčen a vězněn v Kounicových kolejích a koncentračním táboře Mauthausen-Gusen, kde na počátku roku 1942 zemřel.

## Život
Vojtěch Rosický se narodil 30. října 1880 v Praze manželům Františku Vilémovi a Marii rozené Webrové. Jeho děd Josef Webr byl zemský školní inspektor, který byl roku 1885 povýšen do rakouského rytířského stavu. Po absolvování gymnázia studoval v letech 1899 až 1903 na Filozofické fakultě české univerzity v Praze. V roce 1904 získal doktorský titul z mineralogie, fyziky a filozofie. Poté působil jako učitel na reálném gymnáziu v Truhlářské ulici v Praze. V roce 1919 byl jmenován mimořádným profesorem mineralogie a petrografie na Karlově univerzitě a o rok později pak řádným profesorem těchto oborů na Masarykově univerzitě v Brně, načež v letech 1920 až 1942 zastával post ředitele mineralogického ústavu na Přírodovědecké fakultě MU. V letech 1922 až 1923 byl rovněž děkanem Přírodovědecké fakulty MU a od roku 1925 do 1926 pak rektorem Masarykovy univerzity.
Byl členem České akademie věd a umění, Moravské přírodovědecké společnosti, Přírodovědeckého klubu v Brně a v Praze, či brněnského Sokola. Po okupaci českých zemí v roce 1939 se profesor Vojtěch Rosický zapojil do odboje, avšak 12. prosince 1940 byl zatčen a internován v Kounicových kolejích v Brně. Na počátku roku 1942 byl spolu s dalšími vězni transportován do koncentračního tábora Mauthausen. Tam zemřel 9. února 1942.
V roce 1911 se oženil s Františkou Sobkovou (1889–1960). Měli spolu syny Vojtěcha (1913–1939) a Ivana (1916–1994), který po roce 1948 emigroval do Austrálie.
Jeho synovcem byl hudební skladatel a varhaník Michael Čakrt (1924–1997).

## Dílo
- Krystalografie. [Díl l], Krystalografie popisná (1929)
- Praktikum nejdůležitějších metod fysikální krystalografie (1931)
- Příručka pro určovací praktikum mineralogické (1939)

## Památka

Panorama Rosického náměstí v Brně

Jméno Vojtěcha Rosického lze najít na několika brněnských památnících věnovaných obětem nacistické perzekuce. Již v roce 1947 byla v areálu Přírodovědecké fakulty na Kotlářské ulici odhalena pamětní deska se jmény umučených pedagogů pocházejících z této fakulty. Mramorová deska uctívající památku Vojtěcha Rosického pak od roku 1970 visí i na budově zdejšího mineralogického ústavu. Rosického jméno je od roku 1947 rovněž na památníku obětem z řad brněnského Sokola na Kounicově ulici a na památníku umístěném na hřbitově v Řečkovicích. V roce 2014 byl před dům v ulici Drobného, ve kterém bydlel, vsazen na památku jeho stolperstein.

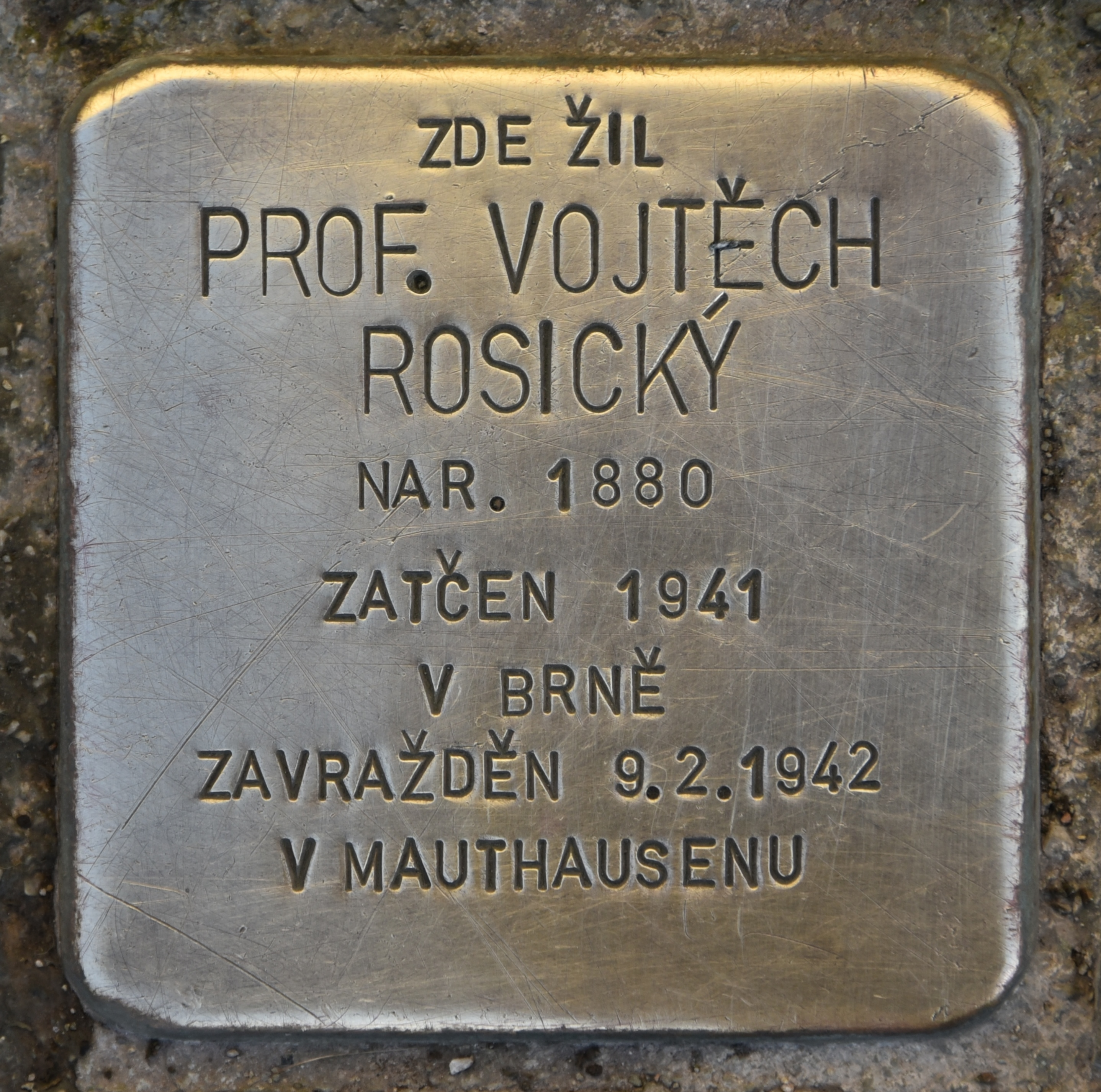
Stolperstein věnovaný Vojtěchu Rosickému

25. září 1946 bylo na památku Vojtěcha Rosického přejmenováno dřívější Žerotínovo náměstí v Žabovřeskách, které bylo během války a krátce po ní označováno jako Alter Platz, čili Staré náměstí.